# Salomon Kümmerle
Salomon Kümmerle, född 8 februari 1838 i Malmsheim vid Leonberg, Württemberg, död 28 augusti 1896 i Samaden, kantonen Graubünden, var en tysk musikhistoriker. 
Kümmerle var 1874–90 läroverkslärare i Samaden. Han inlade stor förtjänst om den evangeliska kyrkosången genom sin Encyklopädie der evangelischen Kirchenmusik (fyra band, 1883–95) och genom utgivandet av samlingarna "Musica sacra" (två band, 1869–70; mästerverk av äldre, i synnerhet italiensk kyrkomusik, satta för manskör), "Zionsharfe" (två band, 1870–71; andliga sånger, motetter och dylikt för blandade röster), "Choralbuch für evangelische Kirchenchöre" (två band, 1887–89; innehållande 300 äldre och nyare koraler satta fyr- eller femstämmigt för blandad kör). Han utarbetade även ett Handlexikon der Tonkunst (1875; på grundval av Carl Gollmicks lexikon).